# Магазин игрушек для взрослых
«Магазин игрушек для взрослых» — мини-альбом поп-панк группы «Кис-Кис», вышедший 13 сентября 2019 года на лейбле Rhymes Music

## Выпуск и продвижение
Мини-альбом состоит из пяти композиций, трек «лбтд» был выпущен 15 августа 2019 года в виде сингла. 19 сентября 2019 года на песню «Лбтд» вышел музыкальный клип. 15 октября 2019 года композиция «Молчи» получила экранизацию в виде клипа, режиссёром стал Юрий Заслонов. Позже, 16 декабря 2019 года, группа выступила вживую с треком «Молчи» на вечернем шоу «Вечерний Ургант», а 12 января 2020 года они поделились лайв-выступлением на своём YouTube канале, с ранее вышедшей песней «Молчи».

## Тематика композиций
На интервью «Афиша» Daily вокалистка группы Софья Сомусева поделилась тем, что этот альбом является продолжением дебютного «Юность в стиле панк». На этом же интервью, она рассказала о тематике текстов: «Все те же околоалкогольные и, наверное, даже маргинальные настроения и нежелание взрослеть». Основными жанрами альбома является панк-рок и поп-панк. Аббревиатура в открывающей песни альбома «Лбтд» расшифровывается, как «Лучше бати только дед». Вторая композиция «Вторник» рассказывает историю лирической героини, уставшей от трудовых будней и учёбы и решившей посветить вторник для отдыха в одиночестве: просмотра кино, сериалов и поеданию фастфуда с пивом. Жанром трека «Мальчик» является инди-поп. В композиции «Дура» присутствует самокритичный текст о «своих косяках». Последняя песня из альбома «Молчи», по словам барабанщицы коллектива Алины Олешевой: «радикально отличается от всего предыдущего материала». Текст композиции является остросоциальным, в треке упоминаются пьяные соседи, наркоманы в парадной, и врачи в «квартире напротив».

## Отзывы
Алексей Мажаев из InterMedia остался недоволен альбомом. В своей рецензии он написал, что первый альбом «Юность в стиле панк» стал «впечатляющим дебютом». Он также написал, что у альбома «всё прекрасно» с названием и оформлением обложки, но и отметил, что песни «в основном показались предсказуемым повторением пройденного». «Это в меру оголтелый, в меру романтичный поп-панк о том, как проводить юность в 2019 году» —  написали в The Flow про альбом.

## Список композиций
| №                   | Название            | Длительность |
| ------------------- | ------------------- | ------------ |
| 1.                  | «Лбтд»              | 2:55         |
| 2.                  | «Вторник»           | 2:52         |
| 3.                  | «Мальчик»           | 3:02         |
| 4.                  | «Дура»              | 2:54         |
| 5.                  | «Молчи»             | 3:18         |
| Общая длительность: | Общая длительность: | 15:01        |

## Участники записи
- София Сомусева — вокал.
- Алина Олешева — ударные.
- Юрий «Кокос» Заслонов — гитара.
- Сергей «Хмурый» Иванов — бас-гитара.